# Calloconophora megacornis
Calloconophora megacornis är en insektsart som beskrevs av Dietrich. Calloconophora megacornis ingår i släktet Calloconophora och familjen hornstritar. Inga underarter finns listade i Catalogue of Life.